# Alain Bouchard

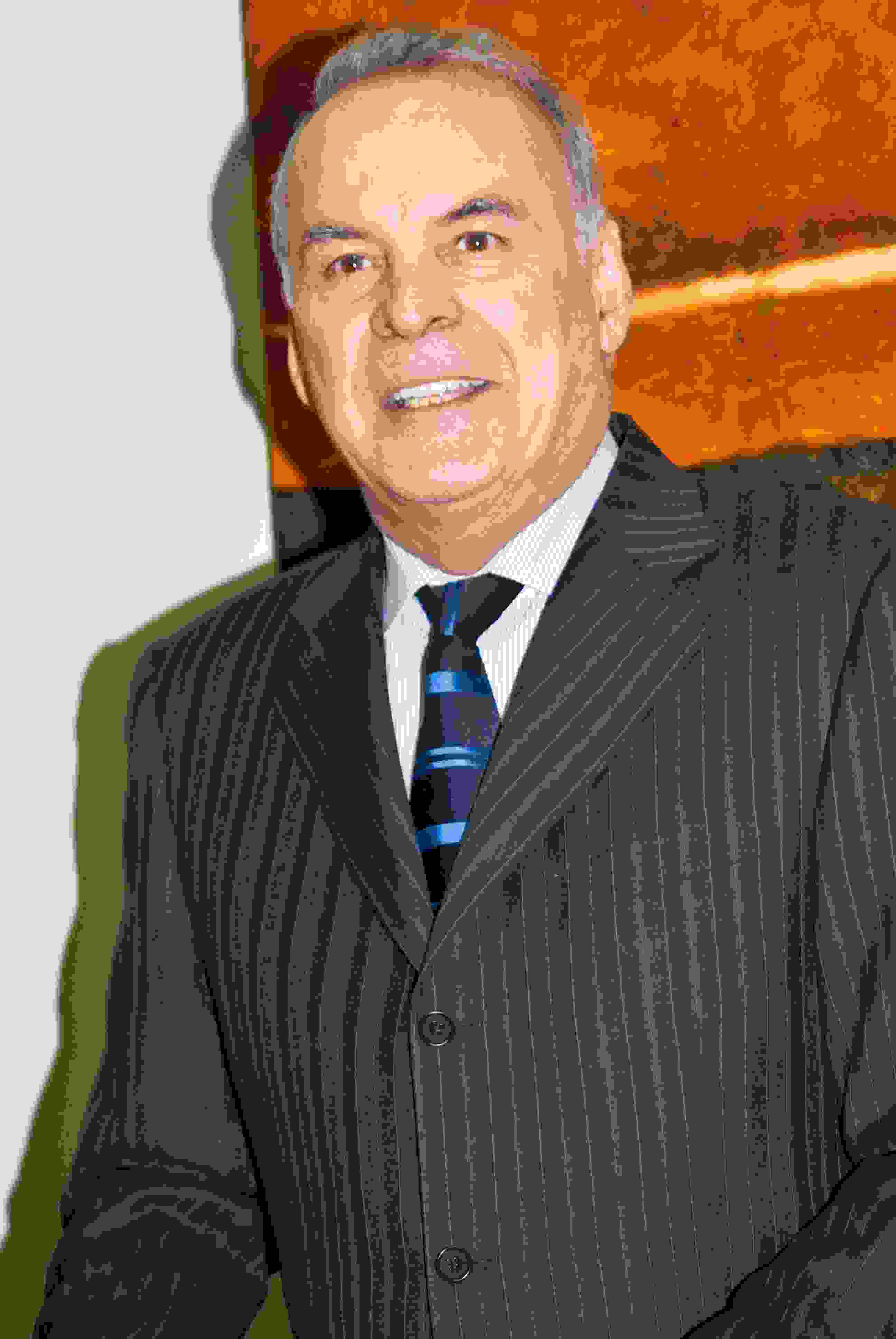
Alain Bouchard (2009)

Alain Bouchard OC OQ (* 1949 in Chicoutimi, Québec) ist ein kanadischer Unternehmer und Gründer des Konzerns Alimentation Couche-Tard, den er bis 2014 leitete und dessen Aufsichtsratsvorsitz er anschließend übernahm.

## Karriere
Alain Bouchard wuchs mit fünf Geschwistern in Chicoutimi auf. Im Alter von neun Jahren ging sein Vater bankrott und benötigte zehn Jahre, um seine Schulden zu tilgen, was Alain Bouchard nach eigener Angabe nachhaltig prägte. Nach Tätigkeiten im Einzelhandel eröffnete er 1971 das erste eigene Einzelhandelsgeschäft. Im Jahr 1980 gründete er mit Jacques D’Amours, Richard Fortin und Réal Plourde den Konzern Alimentation Couche-Tard, der durch weltweite Expansion und Zukäufe, unter anderem von Tankstellenketten, auf 13.000 Filialen ausbaut wurde. Der Gesamtkonzern hat inzwischen über 125.000 Mitarbeiter und ist in 27 Ländern tätig. Im Januar 2021 beabsichtigte Bouchard, durch seinen Konzern Alimentation Couche-Tard zu einem Preis von 16,2 Mrd. Euro die Aktienmehrheit des französischen Konkurrenten Groupe Carrefour zu übernehmen. Das Angebot erregte international Aufsehen. Nach Aussage des französischen Finanzministers Bruno Le Maire stehe Frankreichs Souveränität bei der Lebensmittelversorgung auf dem Spiel.

## Auszeichnungen
Alain Bouchard wurde 2014 für seine unternehmerischen und sozialen Verdienste zum Offizier des Ordre national du Québec ernannt. Am 8. Mai 2019 wurde ihm der Titel des Order of Canada verliehen. Die Horatio Alger Association ehrte ihn 2017 als herausragende Persönlichkeit, die sich beispielhaft gegen Widerstände durchsetzen konnte und außergewöhnlich erfolgreich war.